# TNA Impact!
Impact! (stilizzato come iMPΛCT!) è un programma di wrestling prodotto dalla Total Nonstop Action Wrestling. Lo show ha debuttato negli Stati Uniti in tv il 4 giugno 2004 e attualmente va in onda sul canale AxsTv, canale gestito dalla società madre Anthem, che controlla anche la federazione.

## Storia

### Formato originale negli Stati Uniti

#### L'era su Fox sports (2004-2005)
Nel maggio 2004, la TNA annunciò che la dirigenza aveva stipulato un accordo televisivo con Fox Sports Net dove avrebbero avuto un'ora a disposizione durante il venerdì, mettendo così la TNA via cavo e via satellite per la prima volta.La TNA iniziò i taping di Impact! in quel mese e andò in onda il 4 giugno 2004.
Impact! si espanse successivamente attraverso il Canada su RDS e in Europa su The Wrestling Channel e più tardi su entrambi i Both e Both 2 nel Regno Unito, così come su Eurosport.
Dopo 51 puntate il contratto con FSN non venne rinnovato e l'ultimo episodio venne mandato in onda il 25 maggio 2005. Nonostante ciò, il programma ottenne un buon successo.

#### Sito web (2005)
La TNA venne lasciata senza contratto televisivo e perciò non aveva mezzi per promuovere i suoi ppv mensili, sebbene abbia continuato a trasmettere su alcune reti regionali esistenti. Nel luglio dello stesso anno, la TNA iniziò a offrire i suoi show attraverso il suo sito web, per primo utilizzando BitTorrent download, poi da streaming attraverso RealPlayer.

#### L'era su Spike Tv (2005-2014)
Nello stesso periodo, la TNA iniziò a cercare un punto di vendita più redditizio,quando finalmente trovò un accordo per la trasmissione al sabato notte sul canale Spike (ora conosciuta come Paramount Network) e Impact! iniziò ad andare in onda il 1 ottobre 2005. 2 episodi vennero registrati ogni martedì e mandati in onda il successivo sabato. I Contratti di associazione della TNA per lo spettacolo sui canali televisivi locali, da dopo il contratto con FSN, sono stati convertiti in contratti per il loro spettacolo, TNA Xplosion.
Non pagavano più per la fascia oraria, anche se Spike controllava le entrate pubblicitarie. A causa della crescita di ascolti, Impact! venne spostato al giovedì, e più tardi venne inserito in prima serata. Per questo i tapings vennero spostati dal martedì al lunedì. Nel giugno 2006, gli episodi divennero disponibili su iTunes Store, anche se successivamente vennero rimossi.

#### Espansione alle due ore (2007-2010)
A causa di un'ulteriore crescita di ascolti Impact! venne espanso a 2 ore il 4 ottobre 2007, partendo alla stessa ora di prima (9pm). Il 17 gennaio 2008, Spike presentò un evento intitolato Global Impact, con la partecipazioni di atleti della TNA contrapposti ad atleti provenienti dalla New Japan Pro Wrestling e, il 27 marzo 2008, Impact! andò live per la prima volta nella sua storia, sempre in prima serata. Nell'aprile dello stesso anno venne annunciato il lancio di TNAwrestling.com e successivamente, stipulò un accordo per mandare in onda gli show in Australia a partire dal 5 aprile, che fino a quel momento avevano trasmesso solo i ppv. Il contrattò terminò nel marzo 2011 e non venne rinnovato, ma, ad ogni modo, nel maggio 2011 lo show venne scelto dal canale australiano FuelTV, con le trasmissioni che iniziarono ad andare in onda l'11 giugno successivo. Il 23 ottobre 2008, la TNA registrò per la prima volta un episodio fuori dalla Impact Zone a Orlando, Florida. Venne scelto come località di The Joint, presso l'Hard Rock hotel e casinò di Las Vegas, in Nevada. Gli episodi iniziarono ad essere registrati in HD.

#### Trasferimento al lunedì (2010)
Il 4 gennaio 2010 lo show andò per la prima volta testa a testa con lo show della WWE, Raw. Questa fu la prima volta fin dal 2001 che le due maggiori compagnia di wrestling non andarono testa a testa in una guerra di ascolti il lunedì sera. La TNA annunciò il debutto di Hulk Hogan e il suo ritorno al wrestling mentre la WWE rispose col ritorno dopo 13 anni di Bret Hart. Quella sera Impact! fu guardato da 3 milioni di spettatori nella prima ora, mentre nella seconda gli ascolti scesero a 2.2, risultando l'episodio più visto per la storia della federazione; Raw invece fu vista da 5,6 milioni di spettatori, il più alto dato dall'agosto 2009.
Impact! venne definitivamente spostato al lunedì durante il mese di marzo. Lo spettacolo sarebbe in diretta su base bisettimanale e veniva registrato per la settimana successiva. Nell'edizione dell'8 marzo, Impact! ha debuttato con una nuova intro. L'ultimo Impact! di lunedì ha ottenuto un rating di 0,8 ed è stato poi spostato di nuovo al giovedì sera. Il motivo per il ritorno a giovedì è stato a causa di un ridotto numero di spettatori televisivi il lunedì.

#### Ritorno al giovedì sera (2010-2011)
Lo show tornò ad essere trasmesso il giovedì sera il 13 maggio 2010. Commentando questa mossa sul sito web della TNA, Brian J. Diamond (vice presidente di Spike) disse: "I fan hanno parlato e con il loro contributo abbiamo determinato la fascia oraria migliore per massimizzare il pubblico di TNA è giovedì sera, dove siamo sicuri che sarà tra gli spettacoli più visti". Nello stesso annuncio, la presidentessa della TNA Dixie Carter disse: "I nostri fan hanno chiarito che preferiscono vedere il programma il giovedì sera. Spostandoci al giovedì, questa potrà essere una vittoria sia per noi che per i fan, e noi non vediamo l'ora di regalare ai fan lo spettacolo migliore".

### Trasmissione e visione in Italia
La prima vera e propria possibilità per vedere la NWA-TNA anche sulle televisioni italiane ci fu sul finire del anno 2004 quando Dubai Sport (un canale satellitare che trasmetteva su Hotbird 13° est il medesimo satellite utilizzato da Sky), trasmetteva i pay-per-view settimanali della NWA-TNA in ritardo di due anni e mezzo dalla prima messa in onda negli USA.
Alcuni episodi di iMPACT! del 2005 furono invece mandati in onda nella trasmissione di pro wrestling Nu Wrestling TV in onda sul canale satellitare Play Tv Italia, condotta da Fabrizio Vaccaro e Roberto Indiano e le puntate trasmesse furono acquistate direttamente presso la Total Nonstop Action Wrestling dal duo di commentatori che si erano recati ad Orlando per seguire le registrazioni. Negli anni 2005 e 2006 era possibile seguire (con un ritardo di sei mesi) le puntate di iMPACT! su Eurosport con il commento di Paolo Lanati. In un primo momento venivano mandati in onda solamente i match mentre, per esaltare di più la disciplina dal punto di vista strettamente sportivo, quindi i promo dei lottatori ed i segmenti nel backstage venivano tagliati.
Con il seguire dei mesi Eurosport acquisì i PPV mandandoli in onda integralmente con un ritardo temporale di tre mesi e sempre mantenendo Paolo Lanati nel ruolo di commentatore unico. Dall'anno 2006 fino all'anno 2009 lo spettacolo televisivo fu trasmesso su GXT, inizialmente con un notevole ritardo rispetto alla data di registrazione e poi con un ritardo di qualche settimana. GXT a quel tempo aveva un'ampia programmazione contenente episodi degli anni precedenti e in diverse domeniche proponeva le repliche di PPV passati, partendo dal primo realizzato, cioè Victory Road 2004. Per un certo periodo la TNA fu visibile anche in chiaro ed anche sulle tv regionali italiane (come ad esempio 7 Gold), grazie al circuito televisivo Deka ovvero alcuni programmi di GXT rivenduti in vari orari della giornata alle tv regionali.
Il 23 ottobre 2008 è andata in onda la prima puntata dello spettacolo realizzato al di fuori della iMPACT! Zone e trasmessa in diretta da Las Vegas con la tecnologia dell'alta definizione. Si è trattato di uno storico passo avanti verso le nuove tecnologie di trasmissione.
Dall'estate 2011 l'emittente televisiva italiana CanalOne ha iniziato a trasmettere le puntate di iMPACT! (realizzate del periodo 2007–2009 e in seguito ondate in onda su GXT) in chiaro sul Digitale Terrestre Italiano.
Dal 2 ottobre 2011 anche l'emittente CanalOne ha cessato di trasmettere gli spettacoli e l'ultimo episodio trasmesso (mandato in onda sabato 1º ottobre) è quello del pestaggio di Brother Ray avvenuto da parte della Main Event Mafia di Kurt Angle e trasmesso per la prima volta in America verso la fine del 2008. I fatti più importanti delle puntate di Impact erano presenti anche nello spettacolo TNA Xplosion e che spesso proponeva match inediti appositamente registrato.
Dal maggio 2014 al circa la metà del 2015, il programma fu trasmesso in chiaro tutti i giovedì e con un ritardo di 2 settimane rispetto agli USA ed inoltre ogni episodio veniva trasmesso in versione integrale su Nuvolari e con il commento del trio Christian Recalcati Alessio Di Nicolantonio e Daniele De Micco. Sempre su Nuvolari in quel periodo vennero trasmessi anche i PPV sia live che riproposti in differita dopo due settimane dalla data di programmazione negli USA.
Da Novembre 2016 va in onda su SKY nel canale Fight Network Italia e nel febbraio 2017 sulla pagina di Fight Network Italia viene annunciato che saranno trasmessi in chiaro gli episodi di TNA Impact! sul canale Nuvolari.
Dal 18 gennaio 2018 viene trasmesso in esclusiva, con due settimane di ritardo dagli USA, su Fight Network Italia al canale 62 e 165 del digitale terrestre fino al 16 luglio 2019 come canale televisivo, successivamente disponibile solo nella piattaforma presente nel sito web Fight Network Italia.

## Personale

### General manager
| Direttore generale | Periodo                         | Note                                                   |
| ------------------ | ------------------------------- | ------------------------------------------------------ |
| Harley Race        | 2004                            | Poi sostituito da Terry Funk                           |
| Terry Funk         | 2004–2005                       | Poi sostituito da Roddy Piper                          |
| Dusty Rhodes       | 2004–2005                       |                                                        |
| Jim Cornette       | 2006–2009                       |                                                        |
| Eric Bischoff      | 2010–2011                       | Affiancato da Hulk Hogan, poi sostituiti da Mick Foley |
| Mick Foley         | 2011                            |                                                        |
| Sting              | 2011–marzo 2012                 |                                                        |
| Hulk Hogan         | Marzo 2012 – 3 ottobre 2013     |                                                        |
| MVP                | Gennaio 2014 – 20 giugno 2014   |                                                        |
| Kurt Angle         | 20 giugno 2014 – 7 gennaio 2015 |                                                        |
| Bully Ray          | 15 luglio 2015 – 24 luglio 2015 |                                                        |
| Bruce Pritchard    | 2 marzo 2017–2018               |                                                        |

### Commentatori
| Commentatori                          | Periodo                                                         |
| ------------------------------------- | --------------------------------------------------------------- |
| Mike Tenay e Don west                 | 4 giugno 2004- 13 agosto 2009                                   |
| Mike Tenay e Tazz                     | 20 agosto 2009- 8 novembre 2012 6 giugno 2013- 19 novembre 2014 |
| Mike Tenay, Todd Keneley e Taz        | 15 novembre 2012- 30 maggio 2013                                |
| Josh Mathews e tazz                   | 7 gennaio 2015- 10 aprile 2015                                  |
| Josh Mathews                          | 17 aprile 2015 – 15 maggio 2015                                 |
| Josh matthews e Elijah Burke          | 22 maggio 2015- 2 marzo 2017                                    |
| Josh Mathews, Jeremy Borash e Da Pope | 9 marzo 2017 – 10 agosto 2017                                   |
| Josh Mathews e Jeremy Borash          | 17 aprile 2017 – 1 febbraio 2018                                |
| Josh Mathews e Sonjay Dutt            | 8 febbraio 2018 – 19 aprile 2018                                |
| Josh Matthews e Don Callis            | 26 aprile 2018 - 24 marzo 2020                                  |
| Josh Matthews e Madison Rayne         | 31 marzo 2020 - 12 gennaio 2021                                 |
| Matt Striker e D'Lo Brown             | 17 gennaio 2021 - 6 gennaio 2022                                |
| Tom Phillips e D'Lo Brown             | 9 gennaio 2022 - in corso                                       |

### Annunciatori
| Annunciatore  | Periodo                              |
| ------------- | ------------------------------------ |
| David Penzer  | Giugno 2004–2010 Marzo 2020-in corso |
| Jeremy Borash | 2002–2004, 2010, 2015–2017           |
| Christy Hemme | 2011–2015                            |
| Rockstar Spud | 2017                                 |

### Segmenti ricorrenti
| Segmento                | Tipo       | Periodo       | Presentatore               | Note                                                        |
| ----------------------- | ---------- | ------------- | -------------------------- | ----------------------------------------------------------- |
| O-Zone                  | Interviste | 2010–2011     | Orlando Jordan             |                                                             |
| TNA Spin Cycle          | Interviste | 2007–in corso | Jeremy Borash              | Sul sito ufficiale                                          |
| Hermie Hotseat          | Interviste | 2007–2009     | Hermie Sadler              | Sul sito ufficiale                                          |
| TNA Today               | Interviste | 2005–in corso | Don West                   | Sul sito ufficiale                                          |
| Off the Vagon Challenge | Sfida      | 2009          | James Storm e Robert Roode | Incontro di coppia per il titolo contro la carriera         |
| Hardcore History 101    | Interviste | 2009          | Mick Foley                 |                                                             |
| Talking Trash with ODB  | Interviste | 2008–2009     | ODB                        | Prende il posto del Karen's Angle                           |
| Karen's Angle           | Interviste | 2008          | Karen Angle                |                                                             |
| 25000$ Fan Challenge    | Sfida      | 2008          | Awesome Kong               | Incontro titolato Terminato con la vittoria di Taylor Wilde |
| TNA Rough Cut           | Interviste | 2008–2009     |                            | Interviste al parco atleti                                  |

## Programmazione negli Stati Uniti
Nel 2021 Impact va in onda su AXSTv e su Twitch.

## Programmazione in Italia
Verso la metà del primo decennio del duemila andava in onda su GXT con un ritardo di qualche settimana rispetto agli Stati Uniti, dall'estate 2011 venne replicato su CanalOne.
Dal 2014 fino al 2015 fu trasmesso in chiaro su Nuvolari in onda nella fascia serale ed in versione integrale.
Dal novembre 2016 a marzo 2017 è andato in onda su SKY al canale 804 Fight Network Italia.
Dal 11 gennaio 2018 è andato in onda sul digitale, sempre su Fight Network Italia, ma in seguito alla chiusura del canale, è possibile guardare gli episodi in live ogni martedì notte alle 2:00 su Twitch, mentre dal giorno dopo è disponibile sul network di Impact, ImpactPlus.
Dal novembre 2022, Impact è visibile su DAZN.
| Paese                                                                    | Canale                | Note |
| ------------------------------------------------------------------------ | --------------------- | ---- |
| Canada                                                                   | Fight network Game TV |      |
| India Bangladesh Nepal Sri Lanka Pakistan                                | Sony Ten 2            |      |
| Africa subsahariana                                                      | eTV                   |      |
| Regno Unito Irlanda                                                      | 5Stars Figth Network  |      |
| Messico                                                                  | MVS tv                |      |
| Filippine                                                                | TAP DMV               |      |
| Portogallo Turchia Grecia Bulgaria Bosnia e Erzegovina Serbia Montenegro | Figth Network         |      |